# Henri Collen
Pour les articles homonymes, voir Collen.
Henri Cohen dit Henri Collen, né le 3 juin 1876 dans le 4e arrondissement de Paris et mort le 24 juillet 1924 dans le 7e arrondissement de Paris, est un acteur français.

## Théâtre

### Comme auteur
- 1904 : Tout le monde s'af... fiche, fantaisie-revue, avec Félix Gandéra, au Concert-Parisien (2 décembre)

### Comme acteur
- 1903 : L'Épave, pièce en 5 actes de Georges Le Faure et Eugène Gugenheim, au théâtre du Gymnase (octobre) : le marquis de Châteauvilliers
- 1903 : Le Retour de Jérusalem, comédie en 4 actes de Maurice Donnay, au théâtre du Gymnase (3 décembre) : Afkler
- 1904 : Deux coups de vent, comédie en 1 acte d'Alfred de Sauvenière, au théâtre du Gymnase (2 mai)
- 1905 : Ces Messieurs, pièce en 5 actes de Georges Ancey, au théâtre du Gymnase (juin)
- 1905 : Second ménage, comédie en 3 actes d'André Sylvane et Maurice Froyez, au théâtre du Gymnase (3 juillet) : Laverton
- 1905 : Le Secret de Polichinelle, comédie en 3 actes de Pierre Wolff, au théâtre du Gymnase (26 septembre) : Jean
- 1907 : Miquette et sa mère, comédie en 3 actes de Robert de Flers et Gaston Armand de Caillavet, à l'Opéra de Monte-Carlo (janvier)
- 1907 : Blanchette, comédie en 3 actes d'Eugène Brieux, au Royalty Theatre de Londres (mars) : Morillon
- 1907 : Mademoiselle Josette, ma femme, comédie en 4 actes de Robert Charvay et Paul Gavault, au théâtre de Versailles (avril) : Panard
- 1908 : La Femme nue, comédie en 4 actes d'Henry Bataille, au théâtre de la Renaissance (27 février) : Maître Rivet / Arnheim
- 1908 : L'Émigré, pièce en 4 actes de Paul Bourget, au théâtre de la Renaissance (9 octobre) : le comte de Férussac
- 1909 : Le Scandale, pièce en 4 actes d'Henry Bataille, au théâtre de la Renaissance (30 mars) : M. Gruz
- 1911 : La Flambée, pièce en 3 actes d'Henry Kistemaeckers, au théâtre de la Porte-Saint-Martin (7 décembre) : le baron Stettin
- 1912 : La Crise, comédie en 3 actes de Paul Bourget et André Beaunier, au théâtre de la Porte-Saint-Martin (3 mai) : Fougasse
- 1912 : La Robe rouge, pièce en 4 actes d'Eugène Brieux, au théâtre de la Porte-Saint-Martin (26 septembre)
- 1912 : Un Négociant de Besançon, comédie en 1 acte de Tristan Bernard, au théâtre de l'Ambigu (novembre)
- 1913 : La Saison des poires, comédie en 1 acte de Léo Marchès, au théâtre de l'Ambigu (25 janvier) : Pickpoc'
- 1913 : Le Partenaire silencieux, comédie en 1 acte d'Yves Mirande et Henri Géroule, au théâtre Impérial (25 septembre)
- 1916 : La Cagnotte, comédie-vaudeville en 5 actes d'Eugène Labiche et Alfred Delacour, au théâtre du Palais-Royal (août)
- 1916 : Le Maître de forges, comédie en 4 actes de Georges Ohnet, au théâtre de l'Ambigu (5 septembre)
- 1916 : La Roussotte, comédie-vaudeville en 3 actes d'Henri Meilhac et Ludovic Halévy, musique de Charles Lecocq et Hervé; au théâtre de l'Ambigu (6 novembre)
- 1917 : Cyrano de Bergerac, comédie dramatique en 5 actes d'Edmond Rostand, au théâtre de la Porte-Saint-Martin (21 janvier)
- 1918 : Ohé ! Cupidon !, fantaisie burlesque et musicale en 3 actes de Maurice Hennequin, musique de Marcel Pollet, au théâtre des Variétés (janvier)
- 1920 : L'Animateur, pièce en 3 actes d'Henry Bataille, au théâtre du Gymnase (17 janvier) : Furtz
- 1921 : La Passante, pièce en 3 actes d'Henry Kistemaeckers fils, mise en scène de l'auteur, au théâtre de Paris (23 septembre) : Joseph Bruls[4]

## Cinéma
- 1911 : Bébé sur la Canebière de Louis Feuillade
- 1911 : La Tare de Louis Feuillade
- 1911 : Le Bracelet de la marquise de Louis Feuillade
- 1911 : Le Charlatan
- 1911 : Le Poison
- 1911 : Max veut faire du théâtre de René Leprince et Max Linder
- 1912 : Le Congrès des balayeurs
- 1912 : Rigadin rosière  de Georges Monca
- 1912 : La Vocation de Lolo de Georges Monca
- 1912 : Les Mystères de Paris d'Albert Capellani
- 1912 : Max, professeur de tango
- 1912 : L'Auberge du tohu-bohu de Georges Denola
- 1913 : Le Ruisseau de Georges Denola
- 1913 : Le Secret de Polichinelle d'Henri Desfontaines
- 1913 : Le Feu vengeur de Georges Monca
- 1913 : L'Absent de Albert Capellani
- 1913 : Trois Femmes pour un mari de et avec Charles Prince
- 1913 : Rigadin, dégustateur en vins de Georges Monca
- 1913 : Max jockey par amour
- 1913 : Rigadin ressemble au ministre de Georges Monca
- 1913 : La Glu d'Albert Capellani
- 1913 : Roger la Honte
- 1914 : Vénus enlevée par Rigadin de Georges Monca
- 1914 : L'Argent des pauvres de Jacques Roullet
- 1914 : La Maison du baigneur d'Adrien Caillard et Albert Capellani
- 1914 : Max et le Mari jaloux de Max Linder
- 1914 : Sherlock Holmes roulé par Rigadin de Georges Monca
- 1914 : Les Habits noirs
- 1914 : Les Trente Millions de Gladiator
- 1915 : L'Ambitieuse
- 1915 : Le Voyage de Corbillon
- 1916 : L'Héritier des Dagobert
- 1916 : La Mariée récalcitrante de Georges Monca et Charles Prince
- 1916 : La Servante de Rigadin
- 1916 : Le Coffre-fort de Georges Denola
- 1916 : Max et la Main-qui-étreint de Max Linder
- 1916 : Rigadin l'échappe belle de Georges Monca
- 1916 : Rigadin n'aime plus le cinéma de Georges Monca
- 1916 : Rigadin, méfie-toi des femmes de Georges Monca
- 1917 : Forfait-dur
- 1917 : La Chevauchée infernale de la grande roue
- 1917 : La Petite mobilisée
- 1917 : La Proie de Georges Monca
- 1917 : Le Périscope de Rigadin
- 1917 : Rigadin marié malgré lui
- 1918 : La Trouvaille de Monsieur Sansonnet
- 1920 : Nine ou la jeune fille au masque
- 1920 : Être aimé pour soi même
- 1923 : Le Costaud des Épinettes de Raymond Bernard : Le Père Talbac
- 1923 : Le Traquenard de Louis de Carbonnat : Mayeux-Fouchard[5]
- 1923 : Petit ange et son pantin de Luitz-Morat : Kaan[6]

## Distinctions
- Officier d'Académie (arrêté du ministre de l'Instruction publique et des Beaux-Arts du 1er janvier 1905)[7]
- Officier de l'Instruction publique (arrêté du ministre de l'Instruction publique et des Beaux-Arts du 1er janvier 1910)[8]